# Han Wenxia
Han Wenxia (23 de agosto de 1976) é uma futebolista chinesa que atua como goleira.

## Carreira
Han Wenxia integrou o elenco da Seleção Chinesa de Futebol Feminino, nas Olimpíadas de 2008. 